# Een bank in het park
Een bank in het park is een hoorspel van Finn Havrevold. En benk i parken kreeg in 1970 de Prix Italia. Onder de titel Eine Bank im Park werd het op 14 juni 1971 door de Bayerischer Rundfunk uitgezonden. Amy van Marken vertaalde het en de NOS zond het uit op woensdag 17 januari 1973 (met een herhaling op vrijdag 3 augustus 1979). De regisseur was Harry de Garde. Het hoorspel duurde 51 minuten.

## Rolbezetting
- Wim van den Brink (Markus)
- Dogi Rugani (Mimi)
- Hans Veerman (Bobrikow)
- Donald de Marcas (Peter)
- Jan Wegter (Rudi)
- Hans Karsenbarg (Kurt)
- Martin Simonis (André)
- Joke Hagelen (Nina)
- Gerrie Mantel (Yvette)
- Jos Lubsen (Eddy)

## Inhoud
Drie bevolkingsgroepen worden gepresenteerd. De ene wordt vertegenwoordigd door de ouder wordende echtelieden Markus en Mimi, die naar hun rustige plaatsje in het park gaan; een andere door de studenten Peter en Rudi, vertegenwoordigers van de ideologisch gemotiveerde revolte van de jeugd. De derde groep wordt vertegenwoordigd door jongeren die gewelddaden plegen. Deze vijf jongste personen belichamen tendensen die een voorlopige expressie vinden in de mishandeling van oude mensen en de vernieling van waardevolle voorwerpen, handelingen waarvoor een samenleving verantwoordelijk is die gedachteloos de agressie verheerlijkt en het recht van de sterkeren huldigt...